# Castillon (d’Arthez-de-Béarn)
Castillon (d’Arthez-de-Béarn) – miejscowość i gmina we Francji, w regionie Nowa Akwitania, w departamencie Pireneje Atlantyckie.
Według danych na rok 1990 gminę zamieszkiwało 225 osób, a gęstość zaludnienia wynosiła 34 osób/km² (wśród 2290 gmin Akwitanii Castillon(d’Arthez-de-Béarn) plasuje się na 952. miejscu pod względem liczby ludności, natomiast pod względem powierzchni na miejscu 1309.).